# Kodai Sakamoto
Kodai Sakamoto (坂本 広大 Sakamoto Kodai?), född 20 september 1995 i Kumamoto prefektur, är en japansk fotbollsspelare.
Sakamoto började sin karriär 2018 i Roasso Kumamoto.